# Joseph Nègre
Ne doit pas être confondu avec Joseph le Nègre.
Pas d'image ? Cliquez ici
Joseph Nègre est un joueur français de rugby à XIII qui évolue au Saint-Estève XIII Catalan jusqu'en 2018, année de sa retraite sportive.

## Carrière
Joseph Nègre pratique le rugby à XIII depuis l'âge de dix ans. Il apprend le rugby à l'école de Millas puis à celle du club quinziste de l'USAP. Il « passe à treize », joue parfois pour Palau-del-Vidre et ensuite l'Union Treiziste Catalane, club à qui il consacrera dix années de carrière sportive, sans avoir l'occasion de jouer pour les Dragons catalans. 
Des blessures fréquentes, dont celle contre Pia en 2011 (rupture des ligaments croisés) l'en ont vraisemblablement empêché. 

## Palmarès

### En club
- Vainqueur de la Coupe de France : 2016  et 2018 (Saint-Estève XIII catalan)[2], il prend sa retraite sportive en 2018[2].